# Keban Jati (Air Nipis)
Keban Jati is een bestuurslaag in het regentschap Bengkulu Selatan van de provincie Bengkulu, Indonesië. Keban Jati telt 361 inwoners (volkstelling 2010).